# Skar tibetano

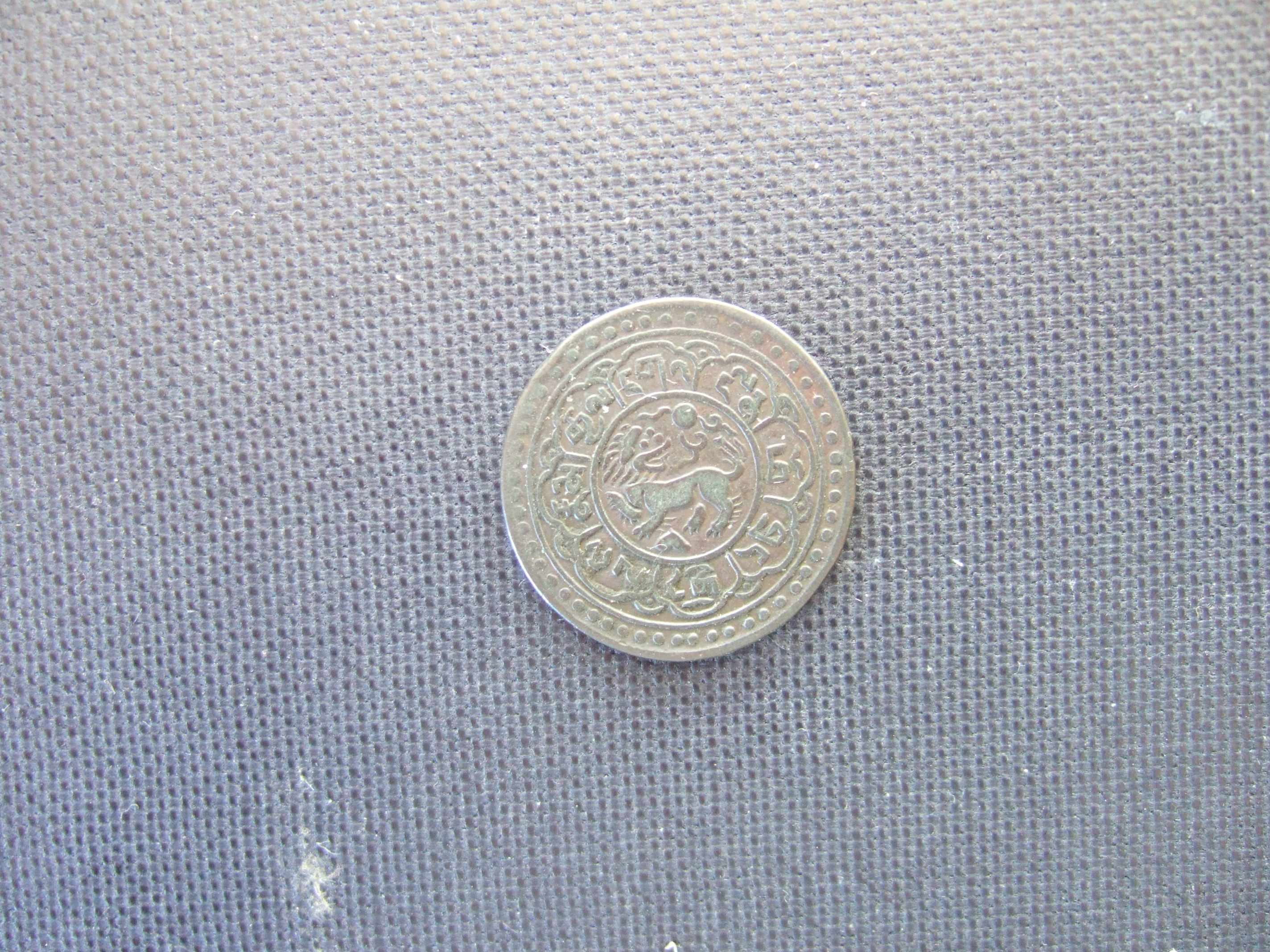
Anverso de una moneda de dos y medio skar de cobre, fechada en 15-48 (= 1914 d.C.).

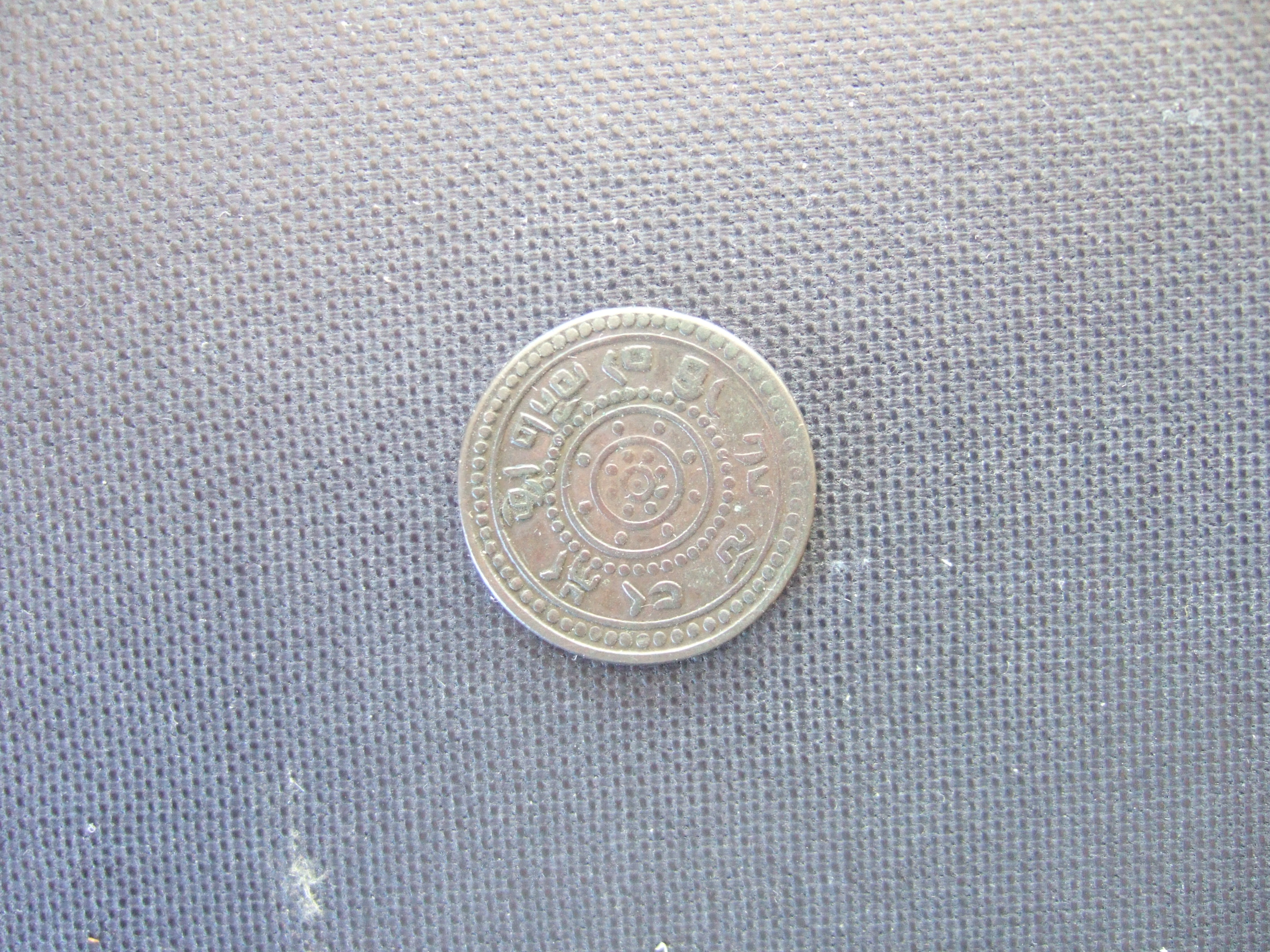
Reverso la misma moneda de Dos y medio skar, fechada en 15-48 (= 1914 d.C.),

El skar tibetano era una unidad de peso que representa una centésima parte de un srang o la décima parte de un sho (aproximadamente 0.37 g). El término era también utilizado para referir a unidades monetarias en la primera mitad del XX cuándo las monedas de cobre fueron emitidas por el Reino del Tíbet (hoy parte de la República Popular de China) la cual tuvo las denominaciones de medio, 1, 2 y medio, 5 y 7 y medio skar. Una unidad es conocida como skar gang en tibetano.

## Mimangxogngü skar

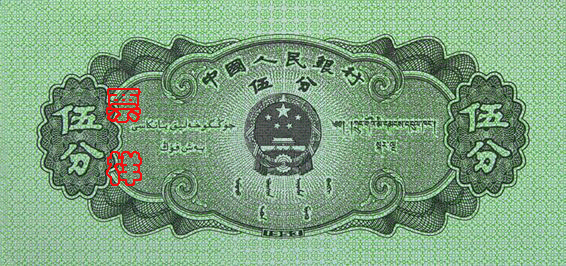
Billete de 5 mimangxogngü skar emitido en 1953.

Desde la década de 1950, China ha emitido el homonímico mimangxogngü skar en el Tibet, que es sinónimo del renminbi fen. Desde 1959, todas las monedas de skar tradicional fueron sustituidas por el skar mimangxogngü.

## Significado original

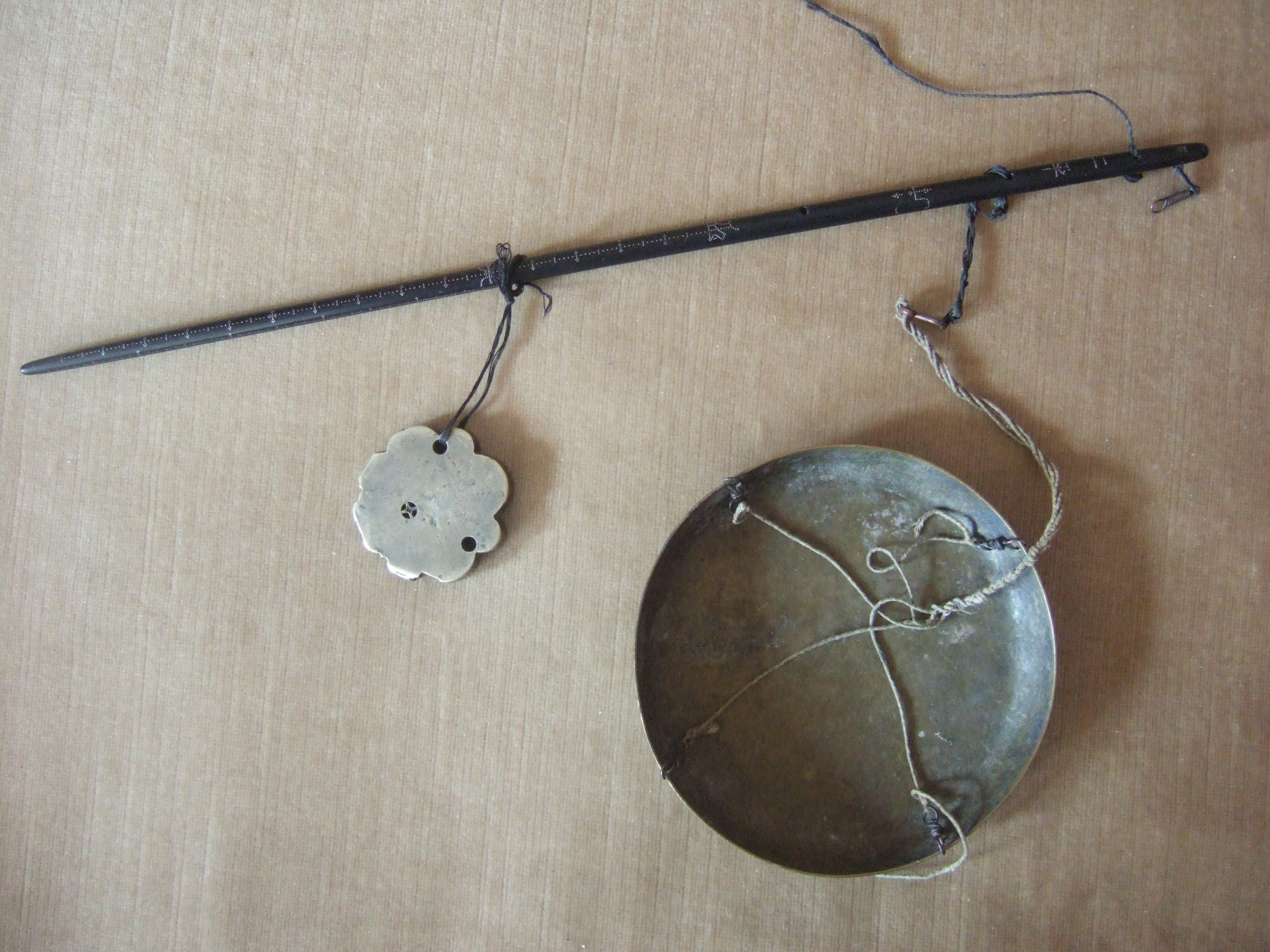
Balanza tibetana o china (balanza de acero) para pesar plata, coral rojo u otras sustancias preciosas como almizcle o turquesas. La viga está hecha de madera dura; el peso y la sartén, de bronce (principios del).

El significado original de este término es "estrella" el cual refiere a las pequeñas estrellas que se encuentran como subdivisiones en la barra horizontal de las escalas tibetana y china. El movimiento de la cuerda con la que peso con la que se suspendía la viga de una a la siguiente representaba el peso de un skar.